# Sumdiri
Sumdiri és un riu d'Assam al nord del districte de Lakhimpur, que neix a les muntanyes Daphla a Arunachal Pradesh. Corre en direcció del sud i arriba fins al Subansiri (un afluent del Brahmaputra) en el que desaigua. Els seus principals afluents són el Gariajan, Dhol i Ghagar.